# Gillette Trégaro
Pour les articles homonymes, voir Trégaro.
Gillette Trégaro est une céiste française née à Rohan (Morbihan).

## Biographie
Gillette Trégaro, né à Rohan dans le Morbihan, pratique le canoë-kayak depuis l'âge de 15 ans ; c'est dans le cadre de cette pratique qu'elle rencontre son futur époux, René Trégaro, avec lequel elle se lance dans le canoë biplace mixte.
En 1964, le couple s'installe à Saint-Grégoire à la suite d'une mutation de René Trégaro, et s'entraîne au canal d'Ille-et-Rance.
Le duo participe aux championnats de France de 1967 à 1971, et connaît la consécration aux Championnats du monde de descente 1969 à Bourg-Saint-Maurice, en étant médaillé d'or en C-2 mixte par équipe et terminant 4e de l'épreuve de C-2 mixte.
En 1970, le couple Trégaro fonde le Canoë Kayak Club de l'île Robinson.